# Dumitru Antonescu
Dumitru Antonescu (Constanţa, 25 de marzo de 1945 - Constanţa, 25 de abril de 2016) fue un futbolista rumano que jugaba en la demarcación de defensa.

## Selección nacional
Jugó un total de 13 partidos con la selección de fútbol de Rumania. Hizo su debut el 29 de octubre de 1972 tras la convocatoria del seleccionador Angelo Niculescu en un partido de clasificación para la Copa Mundial de Fútbol de 1974 contra Albania que finalizó con un resultado de victoria por 2-0 por el conjunto rumano tras los goles de Nicolae Dobrin y Emerich Dembrovschi. También jugó un partido de la Copa de los Balcanes de la edición 1973-76. Su último partido como internacional fue para la clasificación para la Eurocopa de 1976 el 13 de octubre de 1974 contra Dinamarca que finalizó con un marcador de empate a cero.

## Clubes

### Como futbolista
| Club         | País    | Año         | Partidos | Goles |
| ------------ | ------- | ----------- | -------- | ----- |
| FC Constanţa | Rumania | 1966 - 1983 | 390      | 12    |

### Como entrenador
| Club         | País    | Año         |
| ------------ | ------- | ----------- |
| FC Constanţa | Rumania | 1983 - 1985 |

## Palmarés

### Campeonatos nacionales
| Título  | Club         | País    | Año  |
| ------- | ------------ | ------- | ---- |
| Liga II | FC Constanţa | Rumania | 1981 |